# Катастрофа поїзда «Невський експрес» (2009)
Катастрофа поїзда «Невський експрес» — терористичний акт під час руху швидкісного фірмового поїзда «Невський Експрес» № 166, що прямував з Москви до Санкт-Петербурга, Росія, який відбувся 27 листопада 2009 року о 21:34 (за московським часом) на 285-му км (на перегоні Угловка — Алешінка, на межі Тверської та Новгородської областей) магістральної лінії Санкт-Петербург — Москва Жовтневої залізниці (рос. Октябрьской ж. д.).

## Перебіг подій
Російські офіційні особи заявили спочатку про 39 загиблих та 95 поранених, але пізніше зменшили число загиблих до 27 осіб. За даними російського  уряду та служб допомоги, катастрофа стала наслідком терористичного акту, найбільшого в Росії за межами Північного Кавказу за останні роки. Однією з причин великої кількості загиблих та поранених стала слабка конструкція крісел вагонів. Внаслідок ударів крісла відірвались від вагону.
2 березня 2010 року, в ході спецоперації, вбито Саїда Бурятського, лідера бойовиків, визнаних відповідальними за скоєння теракту. 13 квітня 2010 року директор ФСБ Олександр Бортников повідомив, що правоохоронні органи РФ знищили 26 членів злочинного угруповання та ще 14 осіб було заарештовано.

## Неофіційна версія
Відомий російський письменник та публіцист Віктор Суворов вважав, що вибух «Нічного Експресу» був спланований офіційним Кремлем:
|  | У Росії є правило: якщо хтось бажає влаштовувати акції протесту, то має за десять днів одержати дозвіл від влади. Так ось, у Москві правляча фракція «Єдина Росія» влаштувала відразу ж після вибуху «Невського експреса» акцію протесту проти тероризму. Мій один знайомий у Москві — до речі, теж шукач правди, як і я, запитав: «Як це так? Якщо я організую якийсь протест, то мені потрібно чекати дозвіл десять днів, а ось вони відразу після вибуху влаштували акцію». Йому відразу ж прислали відповідь: «Єдина Росія» наперед просила дозволу. |